# Carl Hoffmann (botaniker)
Carl (Karl) Hoffmann var en tysk botaniker, född 1802, död 1883.
Auktorsnamnet C.Hoffm. kan användas för Carl Hoffmann (botaniker) i samband med ett vetenskapligt namn inom botaniken; se Wikipediaartiklar som länkar till auktorsnamnet.

## Publikationer
- Planzen-Atlas nach dem Linné'schen System.

80 färgplanscher med över 800 avbildningar med förklarande text, Stuttgart 1881.
Svensk utgåva, Bilder ur Växtverlden …. översatt av J. Mela, Stockholm 1918.
- Botanischer Bilder-Atlas nach de Candelle's natürlichem Planzensystem

85 färgplanscher med över 500 avbildningar med förklarande text, Stuttgart 1884.
Rysk utgåva med 72 planscher, Sankt Petersburg 1887–1899.

## Källa
- Biodiversity Heritage Library (BHL) [4]